# Portland Head Light
Portland Head Light ist der älteste Leuchtturm des US-amerikanischen Bundesstaates Maine.

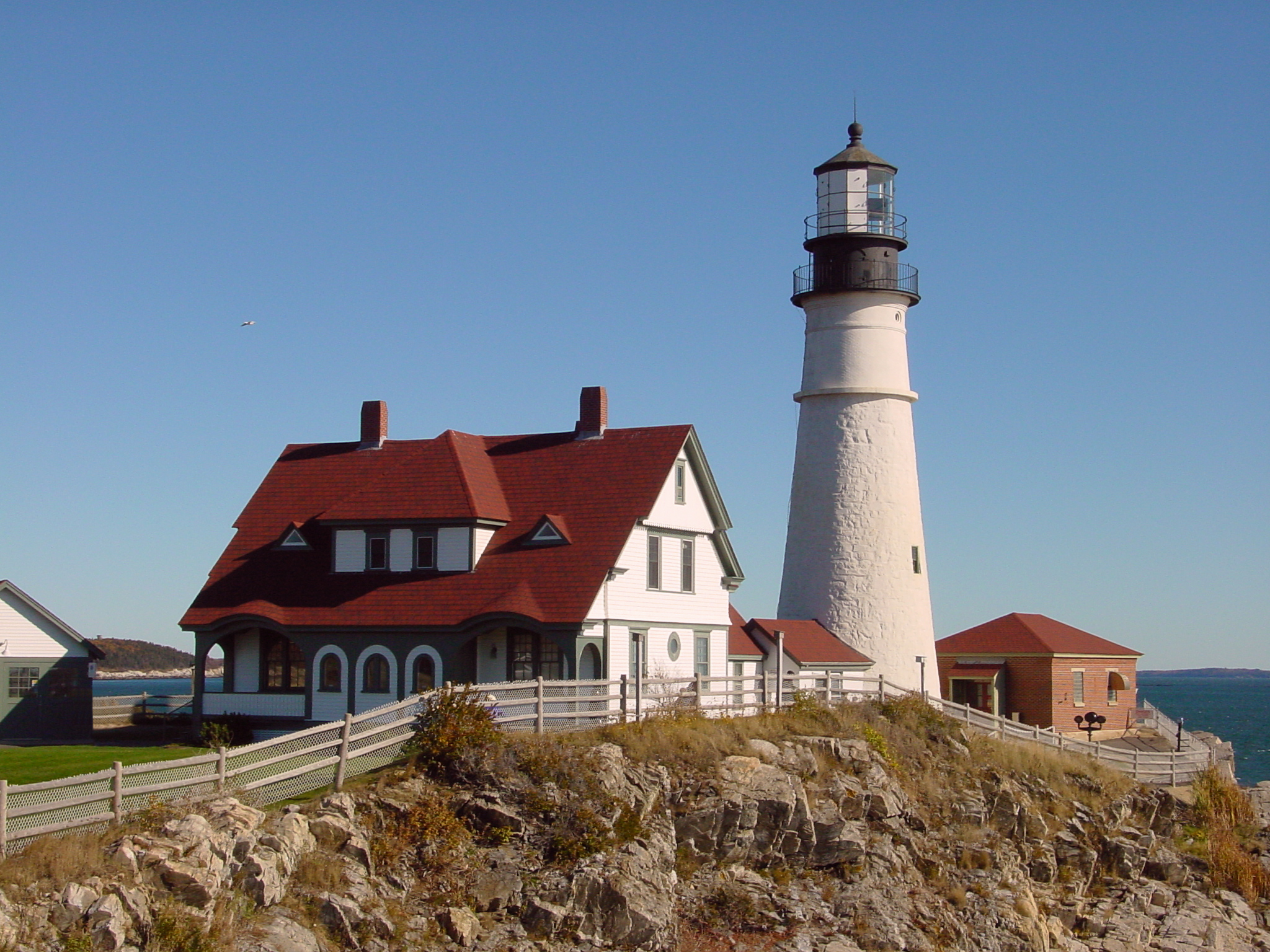
Im Vordergrund das Haus des Leuchtturmwärters

Bereits 1787 begann die Errichtung des Bauwerks südlich der Hafenstadt Portland, die aber nach kurzer Zeit aufgrund mangelnder Finanzierung abgebrochen wurde. Der erste Kongress der Vereinigten Staaten von Amerika stellte 1789 1.500 Dollar zur Fertigstellung des Leuchtturms zur Verfügung. Nach der 1790 erfolgten Fertigstellung bestimmte George Washington Captain Joseph Greenleaf zum ersten Leuchtturmwärter.
Der ursprünglich 72 ft. (ca. 20 m) hohe, aus Feldsteinen errichtete Turm wurde 1813 um etwa ein Drittel gekürzt.
Nach dem Untergang des Ozeandampfers Bohemian 1864 an der Küste von Cape Elizabeth mit 20 Todesopfern folgte eine Generalüberholung, nach 70 Jahren eine weitere Abtragung. Der Protest von Anwohnern führte dazu, dass diese zweite Abtragung rückgängig gemacht wurde; die Rekonstruktion erfolgte diesmal mittels Ziegelbaustein.
Heute ist der Turm 80 ft. (ca. 23 m) hoch und sendet in einer Höhe von 101 ft. (ca. 28 m) oberhalb des Meeresspiegels weißes Licht aus.
Die Stadt Cape Elizabeth betreibt im 1891 errichteten Haus des Leuchtturmwärters ein Museum, welches von Mitte April bis Mitte Dezember Ausstellungsstücke zur Geschichte des Leuchtturms zeigt. Am 24. April 1973 wurde der Leuchtturm als Baudenkmal in das National Register of Historic Places aufgenommen. Im Jahr 2002 folgte der Eintrag  in die List of Historic Civil Engineering Landmarks durch die American Society of Civil Engineers.
Portland Head Light ist umgeben vom Fort Williams Park. Seit 1998 ist er Zielpunkt des Beach to Beacon 10K, eines Straßenlaufs, dessen Startpunkt der Crescent Beach State Park ist.